# Gustaf Fröding-sällskapet
Gustaf Fröding-sällskapet bildades 1969 för att vårda minnet av nationalskalden Gustaf Fröding och sprida kunskap om hans liv och diktning. Sällskapet arrangerar Frödingdagarna i anslutning till skaldens födelsedag 22 augusti, publicerar Frödinglitteratur, samt delar ut årligen Frödingmedaljen och ett lyrikpris.

## Skriftserie
Gustaf Fröding-sällskapets skriftserie har utkommit årligen sedan sällskapet bildades. Viktiga för Fröding-forskningen har utgåvorna av Gustaf Frödings korrespondens i tre band (1981/82/88)och bibliografin i två band (1978/84) under redaktion av Germund Michanek, Ingvald Rosenblad och Jan Szczepanski. 
Bland årsböckerna förekommer även kommenterade faksimilutgåvor av svåråtkomliga biografiska standardverk, populärvetenskapliga böcker och inspelningar av Frödings poesi.

## Lyrikpriset
Gustaf Fröding-sällskapets lyrikpris delas ut årligen till en författare som verkar i Gustaf Frödings anda. Priset delades ut första gången 1990 och har sedan dess delas ut årligen, med undantag för åren 1993, 2002 och 2009. 2011 var prissumman 25 000 kronor. Bland pristagarna märks Tomas Tranströmer (1995), Britt G. Hallqvist, (1994) Ylva Eggehorn (2000) och Barbro Lindgren (2003).

## Mottagare av Frödingmedaljen[2]
- 1974 – amanuensen Ingvald Rosenblad, Karlstad
- 1974 – landshövdingen Rolf Edberg, Karlstad
- 1975 – författaren Tage Aurell, Mangskog
- 1975 – professorn emeritus Henry Olsson, Stockholm
- 1976 – folkskolläraren Fridolf Bergström, Boda
- 1976 – rektorn Malte Eurenius, Karlstad
- 1977 – docenten Germund Michanek, Knivsta
- 1978 – docenten Erland Lindbäck
- 1978 – förre statsministern Tage Erlander
- 1979 – docenten Jan Mogren, Karlstad
- 1980 – trubaduren Torgny Björk, Stockholm
- 1981 – orkestern Sven-Ingvars, Karlstad (Sven-Erik Magnusson medalj, övriga diplom)
- 1982 – författaren Gottfried Grafström, Stockholm
- 1983 – författaren Ulla-Britt Edberg, Stockholm
- 1983 – kompositören Lars Edlund, Stockholm, Gotland
- 1984 – bibliotekarien Jan Szcepánski, Göteborg
- 1985 – folkskolläraren och hembygdsföreningens ordförande i Brunskog Elof Persson, Edane
- 1985 – sångerskan Gunnel Eklund, Säffle
- 1986 – operasångaren Håkan Hagegård, Brunskog, Stockholm
- 1986 – recitatören och konstnären Bertil Carlsson, Karlstad
- 1987 – recitatören m.m. Sven Johansson, "Sven i Föske", Edane
- 1988 – författaren Lars Andersson, Mangskog
- 1988 – författaren fil.mag. Erik Bengtson, Karlstad
- 1989 – hembygdsmannen m.m. Anders Andersson, Mangskog
- 1989 – sångerskan och skådespelaren Monica Zetterlund, Stockholm
- 1990 – professor Karl Schneider, Erkrath, Tyskland
- 1991 – skådespelaren Ingela Malmberg, Stockholm
- 1992 – skådespelaren Per Elam, Göteborg
- 1994 – fil.lic. Eva Wennerström Hartman, Uppsala
- 1997 – författaren och folkskolläraren Bernt Stenberg, Kristinehamn
- 1998 – konstnären Herman Reijers, Olsäter
- 1998 – konstnären Stig Olson, Kristinehamn
- 1999 – docent Staffan Bergsten, Västerås
- 1999 – fil.dr Ove Moberg, Lund
- 2000 – kompositören Anders Edwall, Karlstad
- 2000 – skådespelerskan och sångerskan Astrid Assefa, Stockholm
- 2000 – översättaren Mike McArthur, North Yorkshire
- 2001 – lektorn Lennart Bernesjö, Arvika
- 2002 – fil.dr Erik Zillén, Lund
- 2003 – fil.dr Eva Jonsson, Uppsala
- 2004 – professor Johan Cullberg, Stockholm
- 2006 – skådespelaren Ole Forsberg, Stockholm
- 2007 – leg.psyk. Kjell Kvarnevik, Karlstad
- 2007 – skriftställaren Ole Henrik Akeleye Braastad, Lillehammer
- 2008 – utbildningsledare Olle Österling
- 2009 – Agneta Elers-Jarleman
- 2009 – Gunnar Edander
- 2009 – Helena Nilsson
- 2009 – Thomas Lundqvist
- 2010 – Bengtgöran Flood
- 2010 – Carina Ekman
- 2011 – Anita Stjernlöf-Lund
- 2011 – Carl Otto Evers
- 2011 – Sven Wollter
- 2012 – Allan Salmi
- 2012 – Dag Nordmark
- 2013 – kompositören Gustaf Norén
- 2013 – kompositören Björn Dixgård
- 2014 – folkbildaren Kerstin Thompson
- 2015 – skådespelaren och dramaläraren Eva-Mi Tapper[3]
- 2016 – Sonja och Göran Hagenmarck på Byn i Alster, Kerstin och Magnus Karlander på Gunnerud i Alster, samt Birgitta och Lars Arenö på Slorudsborg i Brunskog.[4]
- 2017 – författaren Sigrid Combüchen[4]
- 2018 – poeten Urban Andersson[4]
- 2018 – språkvetaren docent Björn Bihl[4]
- 2019 – Frödingkvartetten[4]
- 2021 – kompositören Urban Dahlberg[5]
- 2022 - folkbildaren Kerstin Stenberg, Kristinehamn
- 2022 - folkbildaren Öivind Åsberg, Kristinehamn
- 2023 - patologen Birgitta Sundelin von Feilitzen, Stockholm
- 2023 - konstnären och författaren David Liljemark, Stockholm